# Univerzita Paříž XIII
Univerzita Paříž XIII, francouzsky plným názvem Université Paris XIII Nord je francouzská vysoká škola a jedna z univerzit, které vznikly rozdělením starobylé Pařížské univerzity v roce 1971. Hlavní sídlo školy bylo přesunuto na sever od hlavního města do departementu Seine-Saint-Denis. Hlavní sídlo má univerzita v kampusu ve Villetaneuse (právo, humanitní a přírodní vědy) a dále sídlí ve městech Saint-Denis (technologický institut) a Bobigny (lékařství).

## Historie
Na počátku 60. let rektorát Pařížské akademie otevřel ve Villetaneuse fakultu přírodních věd. V září 1969 bylo v Saint-Denis zřízeno univerzitní centrum se statutem fakulty v rámci Pařížské univerzity, tzv. Univerzitní centrum Saint-Denis - Villetaneuse. V roce 1970 bylo rozhodnuto o rozdělení Pařížské univerzity na 13 samostatných celků a od 1. ledna 1971 tak ve Villetaneuse vznikla Univerzita Paříž XIII.
Nový univerzitní kampus byl postaven jako součást renovace města Villetaneuse. První etapa zahrnovala výstavbu filozofického a právnického centra určeného pro zhruba 5000 studentů. První budova byla dokončena v říjnu 1970 a od prosince zde začalo studovat 1500 studentů prvního ročníku práva, ekonomie a humanitních věd. V roce 1972 univerzita zřídila dvě knihovny, jednu v univerzitním centru v Saint-Denis a jednu ve Villetaneuse.